# Rally de Ourense de 2019
El Rally de Ourense de 2019 fue la 52.ª edición, la cuarta ronda de la temporada 2019 del Campeonato de España de Rally y la cuarta del Súper Campeonato de España de Rally. Se celebró del 8 al 9 de junio y contó con un itinerario de diez tramos sobre asfalto que sumaban un total de 176,64 km cronometrados. También fue puntuable para la Copa Suzuki Swift, la Copa Dacia Sandero y la Copa N5 RMC.

## Itinerario
| Día   | Tramo | Nombre                    | Distancia | Hora  | Ganador      | Tiempo  | Líder      |
| ----- | ----- | ------------------------- | --------- | ----- | ------------ | ------- | ---------- |
| Día 1 | TC1   | Esgos                     | 15.28 km  | 16:55 | Xavi Pons    | 9:53.0  | Xavi Pons  |
| Día 1 | TC2   | Cañón do Sil              | 22.21 km  | 17:45 | Xavi Pons    | 14:32.5 | Xavi Pons  |
| Día 1 | TC3   | Esgos                     | 15.28 km  | 20:25 | Pepe López   | 9:32.8  | Xavi Pons  |
| Día 1 | TC4   | Cañón do Sil              | 22.21 km  | 21:15 | Iván Ares    | 14:05.6 | Xavi Pons  |
| Día 2 | TC5   | Vilar de Condes (TC Plus) | 13.45 km  | 11:08 | Pepe López   | 9:34.3  | Xavi Pons  |
| Día 2 | TC6   | Beresmo                   | 11.33 km  | 11:36 | Iván Ares    | 8:05.1  | Iván Ares  |
| Día 2 | TC7   | Carballiño                | 26.05 km  | 12:11 | Pepe López   | 14:54.6 | Pepe López |
| Día 2 | TC8   | Vilar de Condes           | 13.45 km  | 15:11 | Javier Pardo | 9:45.1  | Pepe López |
| Día 2 | TC9   | Beresmo                   | 11.33 km  | 15:39 | Javier Pardo | 8:09.7  | Pepe López |
| Día 2 | TC10  | Carballiño                | 26.05 km  | 16:14 | Pepe López   | 15:02.8 | Pepe López |

## Clasificación final
| Pos.               | Piloto                  | Copiloto                 | Automóvil             | Tiempo    | Diferencia |
| General            | General                 | General                  | General               | General   | General    |
| ------------------ | ----------------------- | ------------------------ | --------------------- | --------- | ---------- |
| 1.                 | Pepe López              | Borja Rozada             | Citroën C3 R5         | 1:54:09.1 | 0.0        |
| 2.                 | Surhayen Pernía         | Alba Sánchez             | Hyundai i20 R5        | 1:55:20.7 | +1:11.6    |
| 3.                 | Joan Vinyes             | Jordi Mercader           | Suzuki Swift Sport R+ | 1:56:35.1 | +2:26.0    |
| 4.                 | Javier Pardo            | Adrián Pérez Fernández   | Suzuki Swift Sport R+ | 1:56:47.5 | +2:38.4    |
| 5.                 | Alberto Monarri         | Alberto Chamorro         | Abarth 124 Rally RGT  | 2:00:34.5 | +6:25.4    |
| 6.                 | Daniel Alonso           | Cándido Carrera          | Ford Fiesta R5        | 2:00:42.4 | +6:33.3    |
| 7.                 | Roberto Blach, jr.      | José Murado              | Citroën DS3 R5        | 2:00:43.8 | +6:34.7    |
| 8.                 | Alfredo Tamés           | Ramón Suárez             | Ford Fiesta N5        | 2:01:03.1 | +6:54.0    |
| 9.                 | Alberto Otero           | Jordan Vázquez           | Ford Fiesta N5        | 2:01:53.8 | +7:44.7    |
| 10.                | Fran Cima               | Álex Cid                 | Renault Clio N5       | 2:02:59.9 | +8:50.8    |
| S-CER              |                         |                          |                       |           |            |
| 1.                 | Pepe López              | Borja Rozada             | Citroën C3 R5         | 1:54:09.1 | 0.0        |
| 2.                 | Surhayen Pernía         | Alba Sánchez             | Hyundai i20 R5        | 1:55:20.7 | +1:11.6    |
| 3. (4.)            | Javier Pardo            | Adrián Pérez Fernández   | Suzuki Swift Sport R+ | 1:56:47.5 | +2:38.4    |
| Copa Suzuki Swift  |                         |                          |                       |           |            |
| 1.                 | Óscar Sarabia           | Juan A. Dertiano         | Suzuki Swift Sport    | 2:07:03.2 | 0.0        |
| 2.                 | Miguel García Gutiérrez | Laura Salvo El Hage      | Suzuki Swift Sport    | 2:09:01.7 | +1:58.5    |
| 3.                 | Pablo Pazó              | Sergio Martínez          | Suzuki Swift Sport    | 2:09:27.3 | +2:24.1    |
| Copa Dacia Sandero |                         |                          |                       |           |            |
| 1.                 | Daniel Carballo         | Juan Francisco Rodríguez | Dacia Sandero         | 2:30:03.2 | 0.0        |
| 2.                 | David Quijada           | Cuni                     | Dacia Sandero         | 2:30:30.6 | +27.4      |
| 3.                 | J. Álvarez Arias        | M. Moreno                | Dacia Sandero         | 2:30:32.0 | +28.8      |
| N5 RMC             |                         |                          |                       |           |            |
| 1. (8.)            | Alfredo Tamés           | Ramón Suárez             | Ford Fiesta N5        | 2:01:03.1 | 0.0        |
| 2. (9.)            | Alberto Otero           | Jordan Vázquez           | Ford Fiesta N5        | 2:01:53.8 | +50.7      |
| 3. (10.)           | Fran Cima               | Álex Cid                 | Renault Clio N5       | 2:02:59.9 | +1:56.8    |